# Kwame Poku
Kwame Afriyie Adubofour Poku (Croydon, 11 de agosto de 2001) es un futbolista británico, nacionalizado ghanés, que juega en la demarcación de centrocampista para el Queens Park Rangers F. C. de la EFL Championship.

## Selección nacional
Hizo su debut con la selección de fútbol de Ghana el 28 de marzo de 2021 en un encuentro de clasificación para la Copa Africana de Naciones de 2021 contra Santo Tomé y Príncipe que finalizó con un resultado de 3-1 a favor del combinado ghanés tras los goles de Nicholas Opoku, Baba Rahman, Jordan Ayew para Ghana, y de Iniesta para Santo Tomé y Príncipe.

## Clubes
| Club                      | País       | Año       | Partidos | Goles |
| ------------------------- | ---------- | --------- | -------- | ----- |
| Cray Wanderers FC         | Inglaterra | 2017-2019 | 1        | 0     |
| Worthing F. C.            | Inglaterra | 2019      | 12       | 2     |
| Colchester United F. C.   | Inglaterra | 2019-2021 | 75       | 6     |
| Peterborough United F. C. | Inglaterra | 2021-2025 | 147      | 30    |
| Queens Park Rangers F. C. | Inglaterra | 2025-     |          |       |

## Palmarés

### Títulos nacionales
| Título     | Club                      | País       | Año  |
| ---------- | ------------------------- | ---------- | ---- |
| EFL Trophy | Peterborough United F. C. | Inglaterra | 2024 |
| EFL Trophy | Peterborough United F. C. | Inglaterra | 2025 |